# Paxillostium
Paxillostium is een geslacht van weekdieren uit de klasse van de Gastropoda (slakken).

## Soort
- Paxillostium nanum N. Gardner, 1970